# Capnolymma ishiharai
Capnolymma ishiharai is een keversoort uit de familie van de boktorren (Cerambycidae). De wetenschappelijke naam van de soort werd voor het eerst geldig gepubliceerd in 1994 door Ohbayashi N..